# Radicale Partij (Chili)
De Radicale Partij (Spaans: Partido Radical, PR) was een radicale politieke partij in Chili.

## Geschiedenis
De partij werd opgericht in 1863 door liberalen die ontevreden waren met de gematigde koers van de liberalen. De Radicale Partij had aanvankelijk antiklerikalisme als speerpunt, maar naarmate dit minder belangrijk werd in de Chileense politiek, kreeg de partij een breder centrumlinks karakter. De partij steunde de Volksfrontregering van Pedro Aguirre Cerda (1938-1941) en de Democratische Alliantieregeringen na diens dood. Vanaf de jaren 50 schoof de partij op naar rechts, maar werd in 1970 weer linkser toen ze deel uitmaakte van het Volksfront, dat Salvador Allende naar de overwinning leidde. Een gevolg van deze nieuwe linkse koers was dat een deel van de rechtervleugel zich van de partij afscheidde onder de naam Democracia Radical (Radicale Democratie) (1969). Toen in 1971 de Radicale Partij werd omgevormd tot een socialistische partij die de klassenstrijd onderschreef en afstand van haar burgerlijk-liberale wortels, scheidde de gematigde vleugel van de partij zich af en vormde de Radicaal Linkse Partij (die ondanks de naam dus minder links was dan de Radicale Partij).
De Radicale Partij was (net als alle andere politieke partijen) verboden onder de dictatuur van Augusto Pinochet, en werd heropgericht na de terugkeer van de democratie. Na tegenvallende verkiezingsresultaten ging de partij in 1994 samen met de Chileense Sociaaldemocratische Partij tot de Sociaaldemocratische Radicale Partij (PSDR).

### Afsplitsingen van de PR
- 1887 → Partido Demócrata (PDa) (linkse afsplitsing)
- 1931 → Partido Radical Socialista (PRS) (linkse afsplitsing)
- 1946 → Partido Radical Democrático (PRDe) (rechtse afsplitsing))
- 1948 → Partido Radical Doctrinario (PRDo) (linkse afsplitsing)
- 1969 → Democracia Radical (DR) (rechtse afsplitsing))
- 1971 → Movimiento de Izquierda Radical (MIR) (rechtse afsplitsing))
- 1984 → Movimiento de Unidad Radical (MUR) (centrum-afsplitsing))
- 1985 → Unión Cívica Radical (UCR) (rechtse afsplitsing))

## Ideologie
De Radicale Partij werd opgericht door aanhangers van zowel het klassiek liberalisme als het sociaalliberalisme. Beide stromingen binnen de partij vulden elkaar goed aan. Later werd de sociaalliberale vleugel dominerend en na de Eerste Wereldoorlog werden ook sociaaldemocratische opvattingen overgenomen. In de jaren dertig van de twintigste eeuw vormden de radicalen met de socialisten, democraten en communisten het Frente Popular (Volksfront) en schoof de partij aanmerkelijk op naar centrumlinks. De samenwerking tussen de radicale presidenten die van 1938 tot 1952 namens het volksfront Chili regeerden en de communisten was echter niet altijd even goed. In 1946 verbood president Gabriel González Videla zelfs de communistische partij (ook al was hij met communistische stemmen tot president gekozen).
In de jaren vijftig schoof de partij op naar centrumrechts en steunde de regeringen van conservatieve president Jorge Alessandri en de christendemocraat Eduardo Frei Montalva. In de jaren zestig vond echter een kentering plaats en schoof de partij op naar links. Er werd afstand gedaan van het sociaalliberalisme en men omarmde het marxisme en de klassenstrijd. Een en ander leidde tot verschillende afscheidingen.
De heropgerichte Radicale Partij die aan het einde van de dictatuur van Pinochet ontstond, koos voor een gematigd linkse koers hetgeen de uiteindelijke fusie met de Chileense Sociaaldemocratische Partij tot de Sociaaldemocratische Radicale Partij (PSDR).

## Verkiezingsuitslagen
- Tussen haakjes het totale aantal zetels.

| Jaar | Aantal afgevaardigden | Aantal senatoren |
| ---- | --------------------- | ---------------- |
| 1915 | 27 (118)              | 4 (32)           |
| 1918 | 27 (118)              | 4 (32)           |
| 1921 | 32 (118)              | 5 (32)           |
| 1924 | 43 (118)              | 4 (32)           |
| 1925 | 39 (132)              | 14 (45)          |
| 1932 | 34 (142)              | 13 (45)          |
| 1937 | 29 (146)              | 11 (45)          |
| 1941 | 42 (147)              | 13 (45)          |
| 1945 | 39 (147)              | 12 (45)          |
| 1949 | 34 (147)              | 10 (45)          |
| 1953 | 19 (147)              | 10 (45)          |
| 1957 | 36 (147)              | 9 (45)           |
| 1961 | 39 (147)              | 13 (45)          |
| 1965 | 20 (147)              | 10 (45)          |
| 1969 | 24 (150)              | 9 (50)           |
| 1973 | 5 (150)               | 2 (50)           |
| 1989 | 5 (120)               | 2 (38)           |
| 1993 | 2 (120)               | 1 (38)           |

## Presidenten van Chili die lid waren van de PR
| Afbeelding | Naam                      | Begin ambtstermijn | Einde ambtstermijn | Aantekening                                      |
| ---------- | ------------------------- | ------------------ | ------------------ | ------------------------------------------------ |
|            | Juan Esteban Montero      | 15 november 1931   | 4 juni 1932        | Afgezet tijdens een staatsgreep                  |
|            | Pedro Aguirre Cerda       | 24 december 1938   | 25 november 1941   | Overleden tijdens zijn ambtstermijn              |
|            | Juan Antonio Ríos Morales | 2 april 1942       | 27 juni 1946       | Overleden tijdens zijn ambtstermijn              |
|            | Gabriel González Videla   | 3 november 1946    | 3 november 1952    | Nam wet aan die de communistische partij verbood |

## Presidentskandidaten
- N.B.: Niet al deze kandidaten waren lid van de PCon, maar werden wel officieel door haar gesteund.
- 1866: Pedro León Gallo (verloren)
- 1871: José Tomás de Urmeneta (verloren)
- 1876: Aníbal Pinto (gewonnen)
- 1881: Domingo Santa María (gewonnen)
- 1886: geen
- 1891: Jorge Montt (gewonnen)
- 1896: Vicente Reyes (verloren)
- 1901: Germán Riesco (gewonnen)
- 1906: Pedro Montt (gewonnen)
- 1910: Ramón Barros Luco (gewonnen)
- 1915: Javier Ángel Figueroa (verloren)
- 1920: Arturo Alessandri (gewonnen)
- 1925: Emiliano Figueroa (gewonnen)
- 1927: geen
- 1931: Juan Esteban Montero (gewonnen)
- 1932: Arturo Alessandri (gewonnen)
- 1938: Pedro Aguirre Cerda (gewonnen)
- 1942: Juan Antonio Ríos (gewonnen)
- 1946: Gabriel González Videla (gewonnen)
- 1952: Pedro Alfonso (verloren)
- 1958: Luis Bossay (verloren)
- 1964: Julio Durán (verloren)
- 1970: Salvador Allende (gewonnen)
- 1988: Referendum: "Neen" (gewonnen)
- 1989: Patricio Aylwin (gewonnen)
- 1993: Eduardo Frei Ruiz-Tagle (gewonnen)